# Basileion
Basileion (en griego antiguo: Βασίλειον) fue un edificio oficial de Atenas, Grecia. Estaba situado en los alrededores de la llamada Ágora arcaica de la ciudad, en la zona del actual barrio de Plaka.
Fue construido en el período arcaico no más tarde del 500 a. C. Se utilizó como lugar de reunión original para los líderes de las cuatro primeras tribus jonias del Ática. Más tarde, cuando el edificio dejó de utilizarse, es posible que fuera sustituido por otro como el gimnasio de Ptolomeo.
Cerca se encontraban, entre otros, el Pritaneo, el Bucoleion, el Epiliqueo y el Tesmoteteo. Se ha sugerido que Bucoleion fue un nombre posterior del Basileion, por lo que se trataría del mismo edificio.